# Neuendorf B
Neuendorf B este o comună din landul Mecklenburg-Pomerania Inferioară, Germania.